# پارک ملی بیت غوفرین
پارک ملی بیت غوفرین یک پارک ملی در مرکز اسرائیل، در ۱۳ کیلومتری کریات گت است، این پارک شامل ویرانه‌های مریشا، یکی از شهرهای مهم یهودا در زمان هیکل سلیمان، همچنین از شهرهای مهم دوران رومی، زمانی که به عنوان Eleutheropolis شناخته می‌شد بوده‌است.
آثار باستانی کشف شده در این مکان شامل یک گورستان بزرگ یهودیان، یک آمفی تئاتر رومی-بیزانس، یک کلیسای بیزانس، حمام‌های عمومی، موزاییک و غارهای دفن مردگان است.

## تاریخ

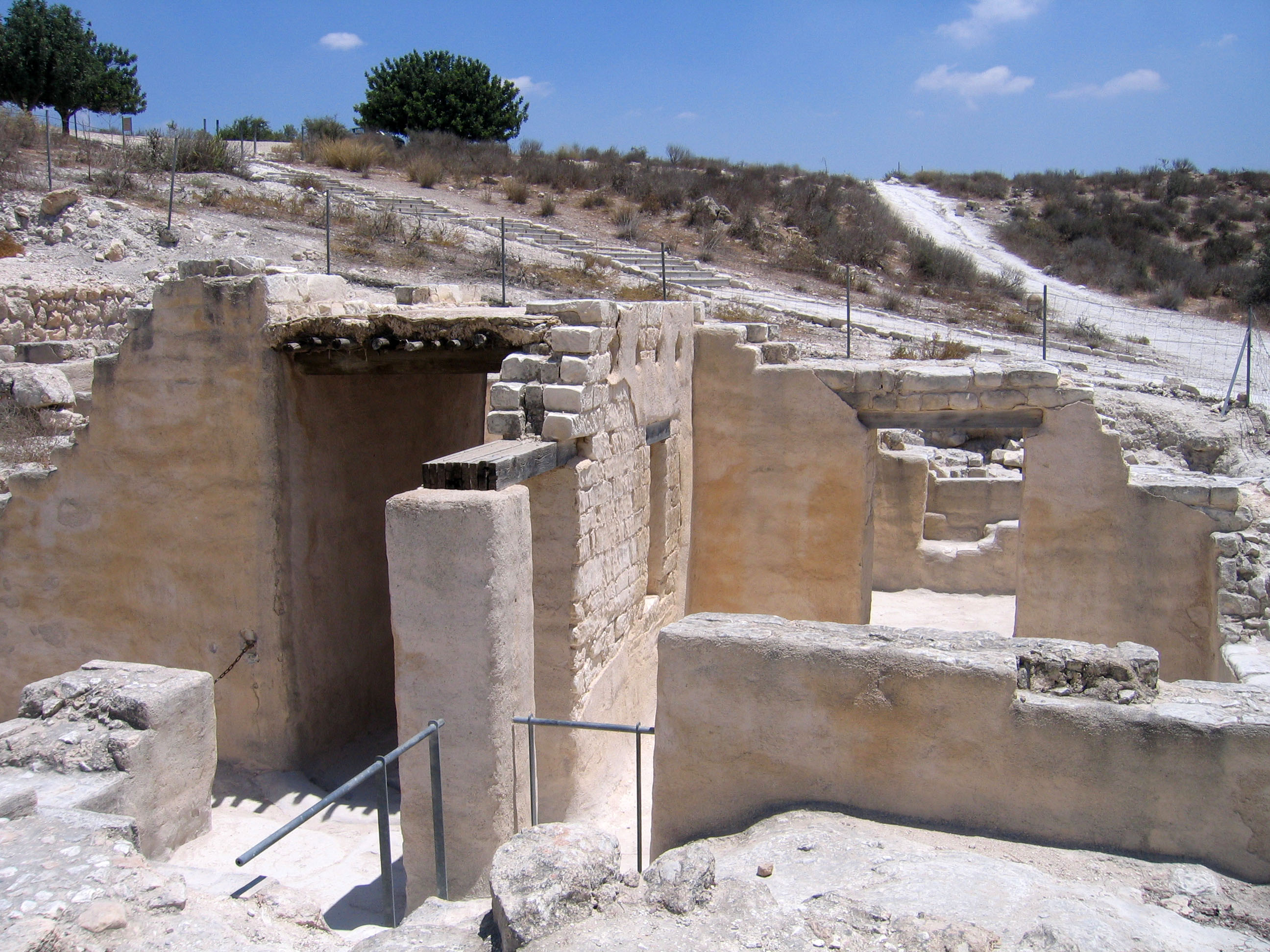
خانه‌های مارشا

کتاب مقدس عبری ذکر می‌کند که رحبعام آن را در برابر حمله مصریان تقویت کرد. پس از نابودی پادشاهی یهودا شهر بخشی از پادشاهی ادوم بود.
در طول شورش مکابی، این شهر به عنوان پایگاهی برای حمله مورد استفاده بود. در ۴۰ سال قبل از آغاز دوره اشکانیان شهر به به‌طور کامل ویران گشت، و پس از آن هرگز دوباره ساخته نشد.

## تاریخچه کاوش‌های باستان‌شناسی
مارشا اولین بار در سال ۱۸۹۸–۱۹۰۰ توسط بلیس و ماکالیستر، به عنوان یک شهر هلنیستی برنامه‌ریزی شده و و توسط دیوار شهر با برج‌های مستحکم احاطه شده بود. دو چینه‌بندی هلنیستی و آثار یک قوم اسرائیلی بر روی این تپه شناسایی شدند. بسیاری از دستگاه‌های فراوری زیتون، گور لانه‌کبوتری و مخازن آب شهر باستان هنوز دیده می‌شود.
شهر به ترتیب پس از ۱۹۸۹ و ۱۹۹۲ توسط باستان‌شناس اسرائیلی Amos Kloner حفاری شد. یافته‌های مهم در محل اخیر آمفی تئاتر ساخته شده توسط واحدهای ارتش روم مستقر در آنجا یافت شد.

## بقایای باستان‌شناسی

### غارهای دفن

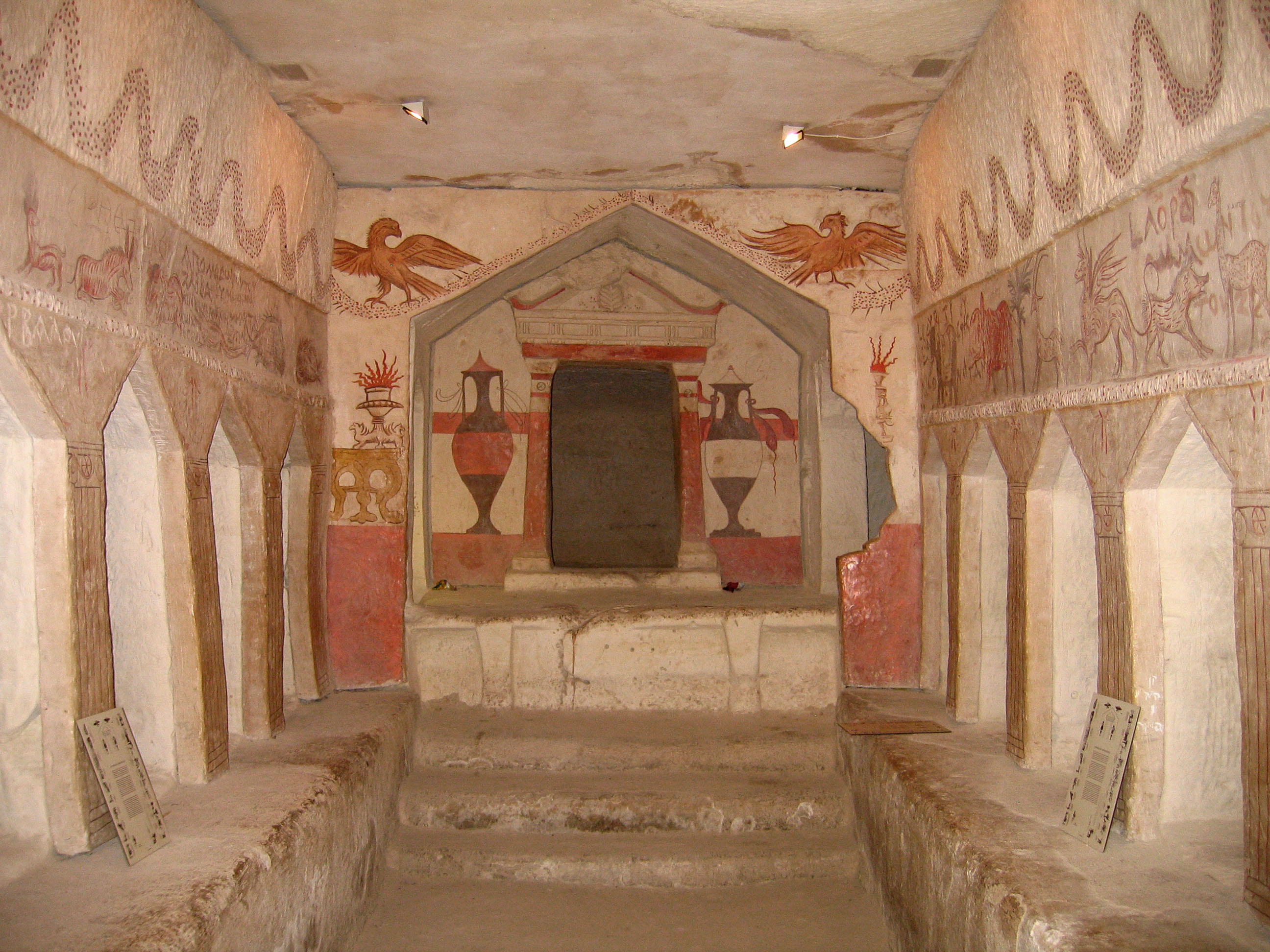
غارهای دفن اموات سیدونیان

غارهای دفن سیدونیان مقبره خانوادگی آپولوفان، رهبر جامعه سیدونیان در بیت گوورین بود. غارهای سیدونیان تنها غارهایی هستند که فضای داخل آن نقاشی شده‌اند. این غارها برای ساکنان یونانی، سیدونی و ادومیتی بیت گوورین غارهای دفن اموات بودند. اولین و بزرگترین غار دارای نقاشی از حیوانات، واقعی و افسانه ای، بالای طاقچه‌هایی است که اجساد گذاشته شده‌است؛ که شامل یک خروس و سگ سه سر است که در ورودی جهان زیرین برای محافظت از ان نقاشی شده‌است همچنین تصویر ققنوس قرمز که نماد زندگی پس از مرگ است. آرامگاه نوازندگان با نقاشی تزئین شده‌است که مردی فلوتی را می‌نوازد و زنی چنگ به دست را نشان می‌دهد.